# Святошинські дачі
Свято́шинські да́чі — колишнє дачне селище у Святошині (Київ), яке проіснувало у 1897—1919 роках. Було забудоване дачними будинками і садибами за зразками закордонних курортних вілл у стилях історизму, еклектики й модерну.

## Дачні селища навколо Києва
У другій половині ХІХ — початку ХХ ст. у Києві спостерігався дачний бум. Навколо міста виросли два кільця дачних поселень.
Святошинські дачі забудовувалися у так званому «першому колі» київських дач.

## Дачне селище у Святошині
1897 року під дачі відвели 225 десятин (близько 250 га) землі з Києво-Межигірського лісу уздовж Берестейського шосе. Територію розпланували на 450 ділянок, які віддали з торгів в оренду на 99 років. Фінансовими питаннями і розбудовою селища займалося створене на кооперативних засадах «Товариство сприяння благоустрою дачної місцевості Святошин». На його замовлення міські архітектори Олександр Кривошеєв і Олександр Хойнацький розробили 24 типи проєктів дачних будівель, що мали від двох до восьми кімнат.
Швидкому розвиткові Святошина сприяло прокладення 1900 року вузькоколійної лінії (Святошинського трамвая) спочатку на кінській, а з 1901 року електричній тязі. 1901 року відкрили залізничну станцію Святошин, а 1902 року через селище проклали Києво-Ковельську лінію залізниці.
Щорічно селище до міської скарбниці сплачувало близько 30 тисяч карбованців орендної плати. Але все одно у Святошині бракувало водогону, вуличного освітлення, тротуарів і бруківки.

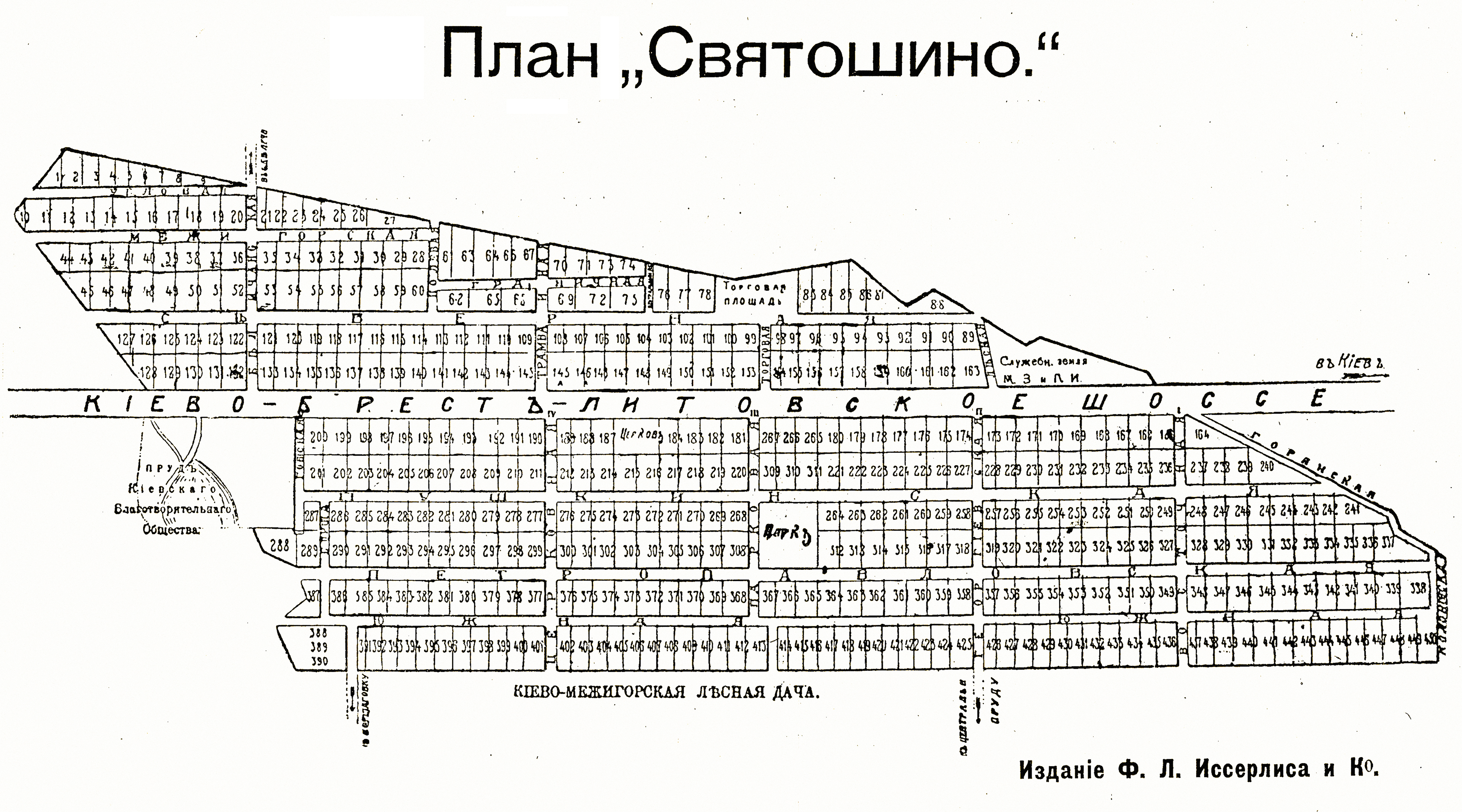
План Святошинських дач, 1909
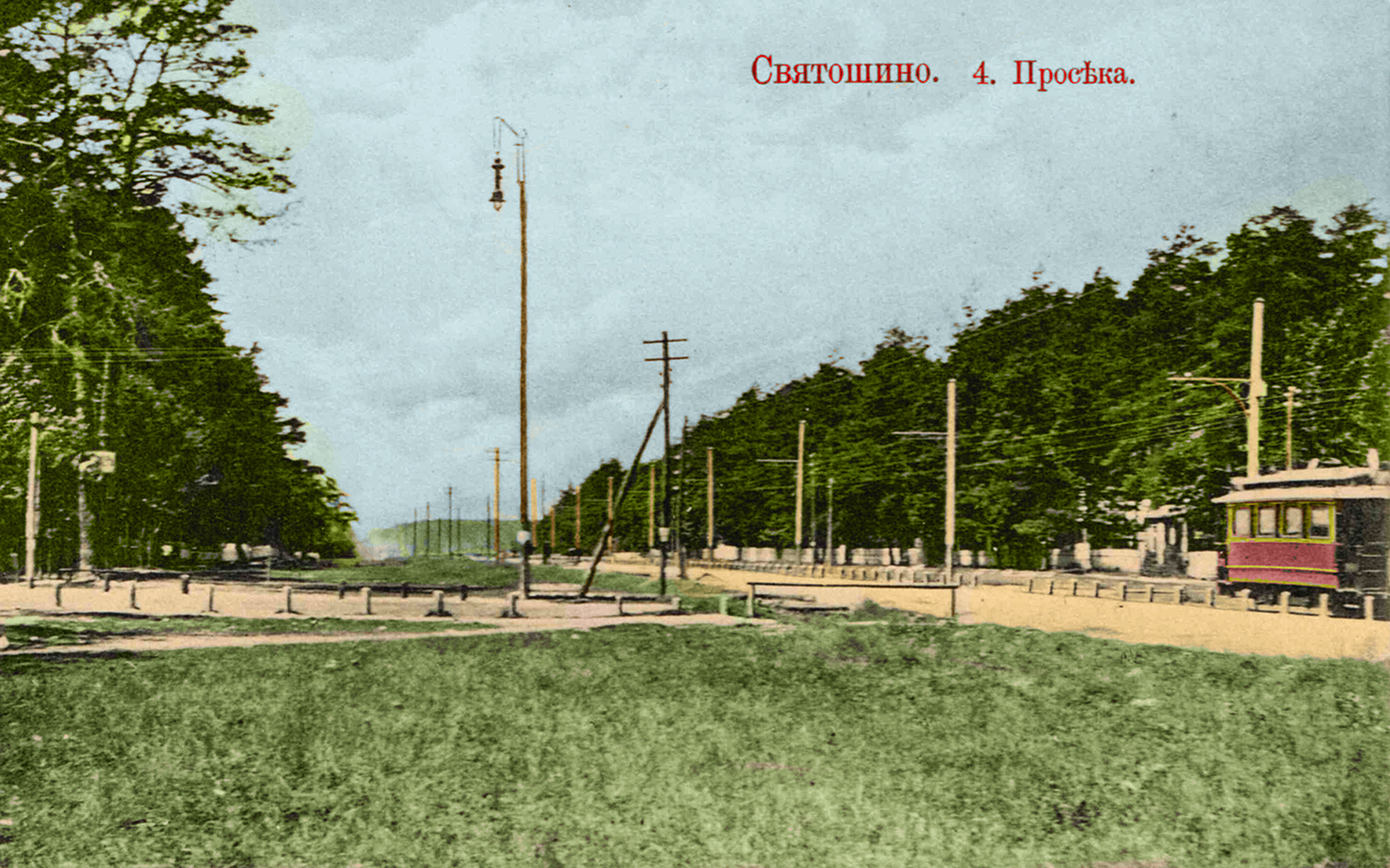
Святошинський трамвай на 4-й просіці
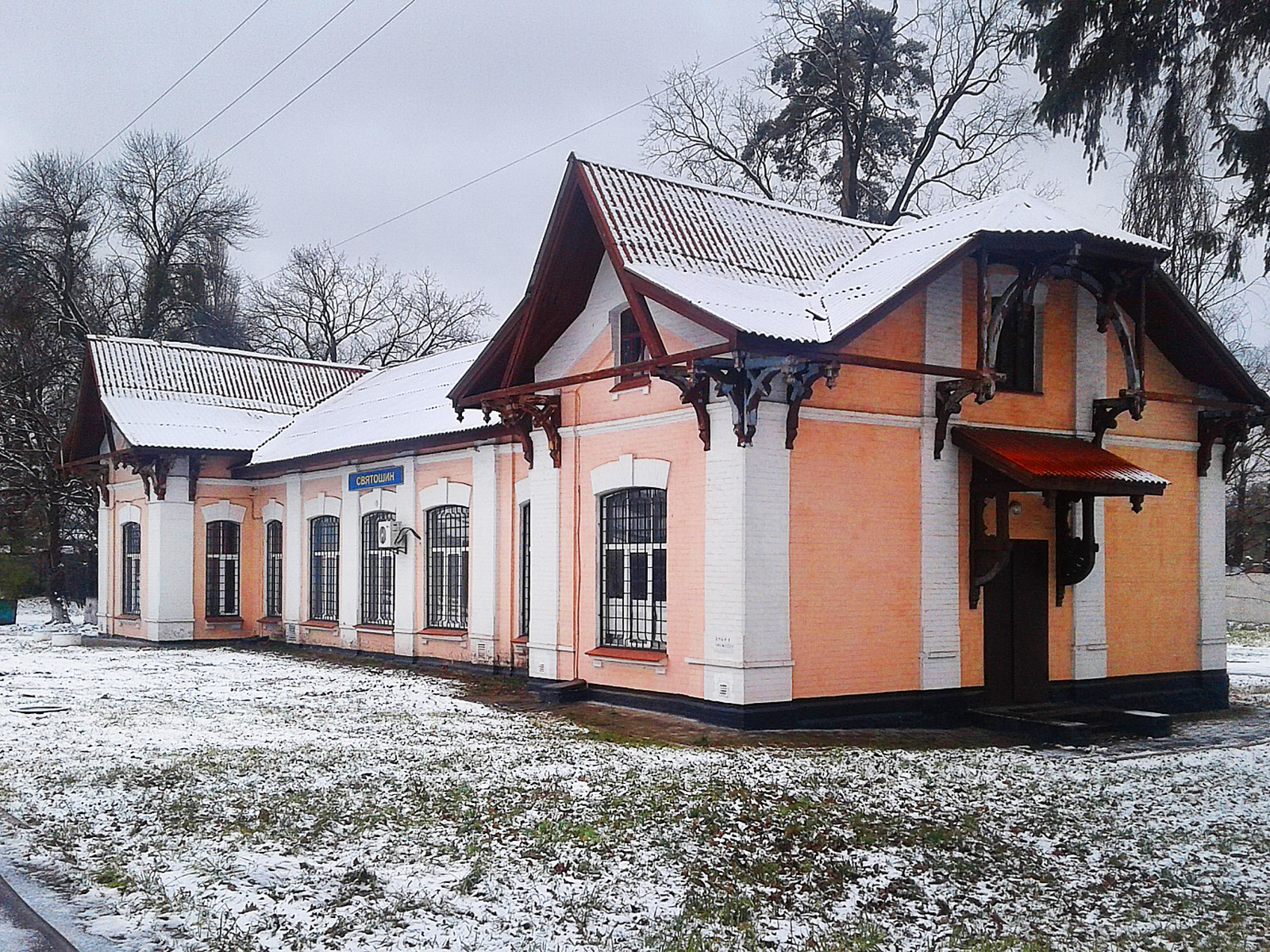
Залізнична станція Святошин

У 1911 році тут відкрили в новопобудованому будинку кінотеатр.
У 1912 році у Святошин проклали телефонну лінію.

## Планувальна структура
Святошин у поезії В. Стуса 

Я раптом з туги, з затканого неба, 

із забуття, з безмежної розлуки, 

од довгої надсади захмелілий, 

на Брест-Литовський упаду проспект, 

на ту Четверту просіку зчужілу, 

де лиш глушливий гуркіт автостради 

мені повість, що серця лячне гупання 

б’є з рідною землею в однотон...

І вже коли задуманим дівчатком, 

що перед цілим світом завинило 

дитинячою чистотою погляду 

і немічністю власної цноти, 

ти неквапливо із трамваю вийдеш 

і перейдеш дорогу, щоб пірнути 

в надзірних сосон кострубатий смерк, 

тоді пірву я серце за тобою, 

обранившись по чагарях колючих, 

пильнуючи твій слід, котрий од краю 

душі моєї ліг на цілий світ.
В. Стус. «Палімпсести»
Планувальна структура Святошина складалася з ліній-вулиць і поперечних просік. Брест-Литовське шосе розділяло територію на дві частини: північну та південну.
У південній частині пролягали вулиці Львівська (тодішня Пушкінська), Верховинна (Петропавлівська), Котельникова (Південна). Перпендикулярно розкреслювали І просіка або Східна вулиця (тепер Петрицького), ІІ просіка або Георгіївська вулиця (Крамського), ІІІ просіка або Паркова вулиця (Кричевського), IV просіка або Церковна вулиця (Кільцева дорога) і V просіка або Борщагівська вулиця (Живописна).
У кварталі між вулицями Парковою, Петропавлівською і Пушкінською існував громадський парк із бюветом (нині на місці парку розташовано гімназію східних мов).
У північній частині паралельно до шосе пролягали вулиці Північна (тепер Васкула), Гранична, Межигірська і Лугова (не збереглися). Їх перетинають вулиці Біличанська (тепер Чорнобильська), Трамвайна (проспект Палладіна), Торгова (Поповича).
На розі вулиць Північної і Торгової розміщувався Торговий (Базарний) майдан.
На території дачного селища діяли комерційне училище Долинської, 47-е Пушкінське змішане трикласне училище, приватна школа, вечірні класи для дорослих і бібліотека Товариства тверезості. Тут також розташовувалися санаторій Сувальського та А. Рокочі, гідропатична лікарня Сувальського на Південній вулиці, пошта і телеграф, фотоательє Роштанова, аптеки, лазня, бакалійна та інші крамниці, пожежна дружина.
У театрі, побудованому 1902 року у громадському парку, влаштовувалися театральні вистави, концерти і гуляння.
Два ставки облаштували для відпочинку, купання і катання на човнах.
На Торговому майдані функціонували базар і ресторан.

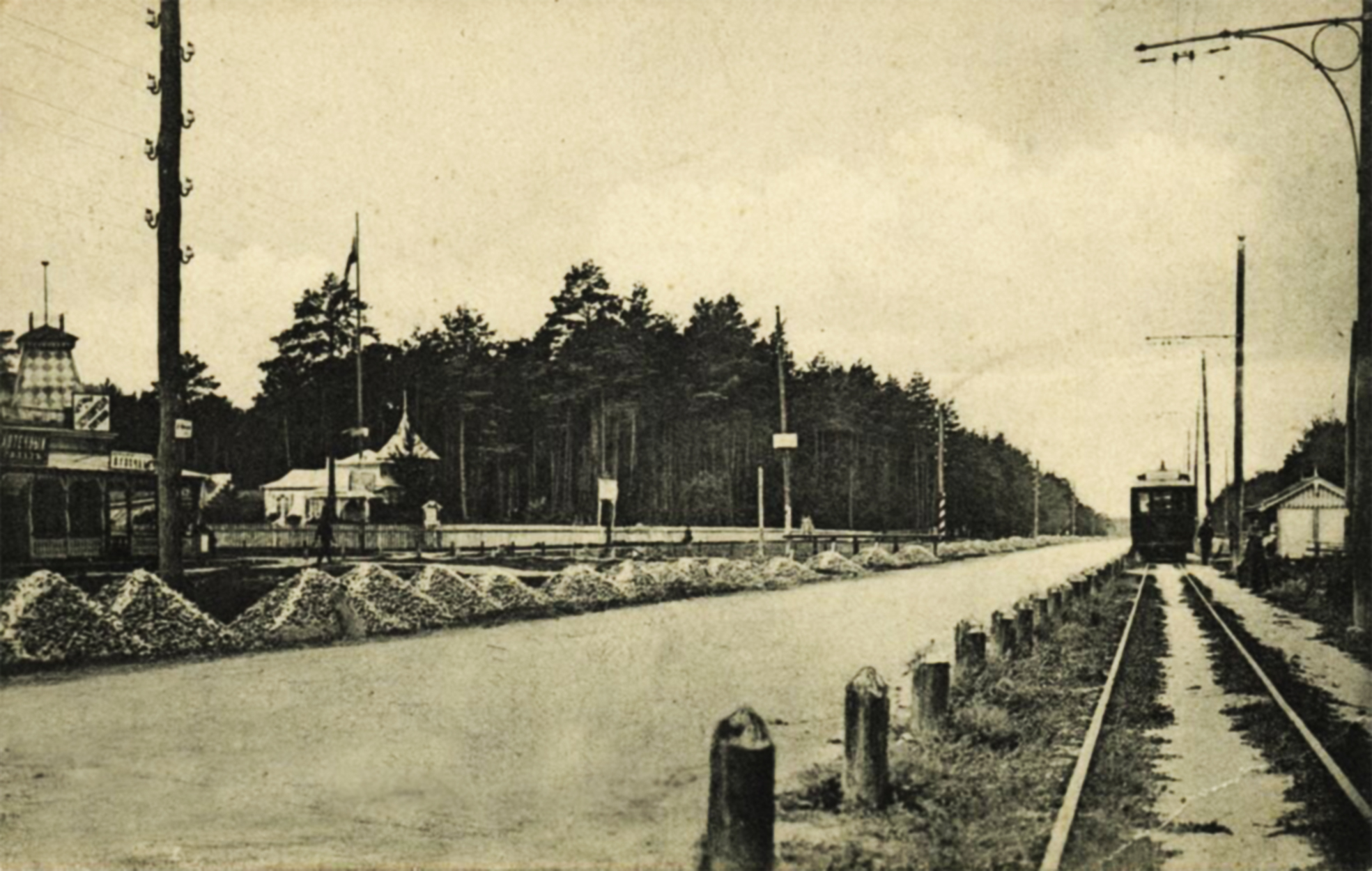
Трамвайна колія й аптечний склад (зліва)
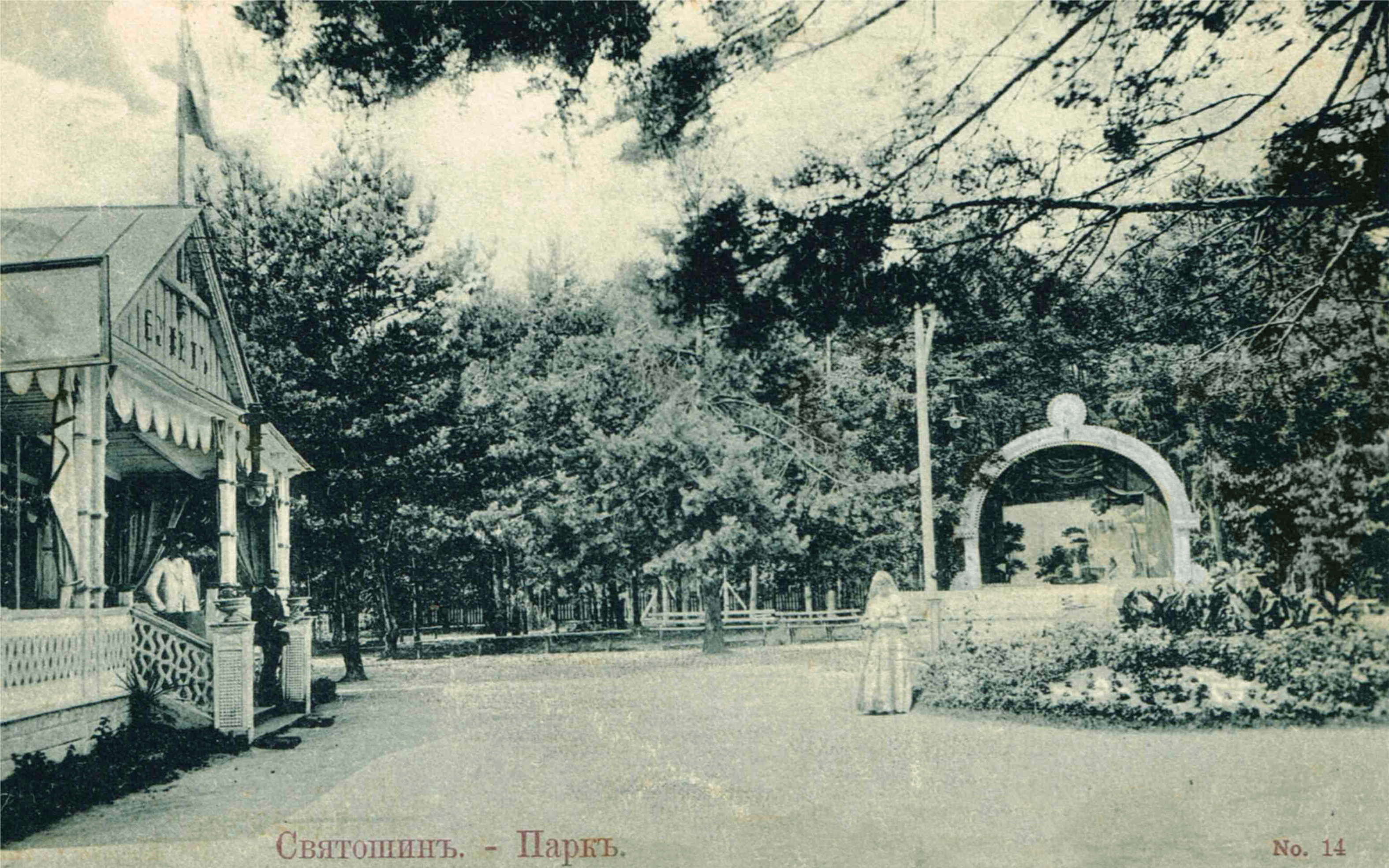
Бювет і театр у громадському парку
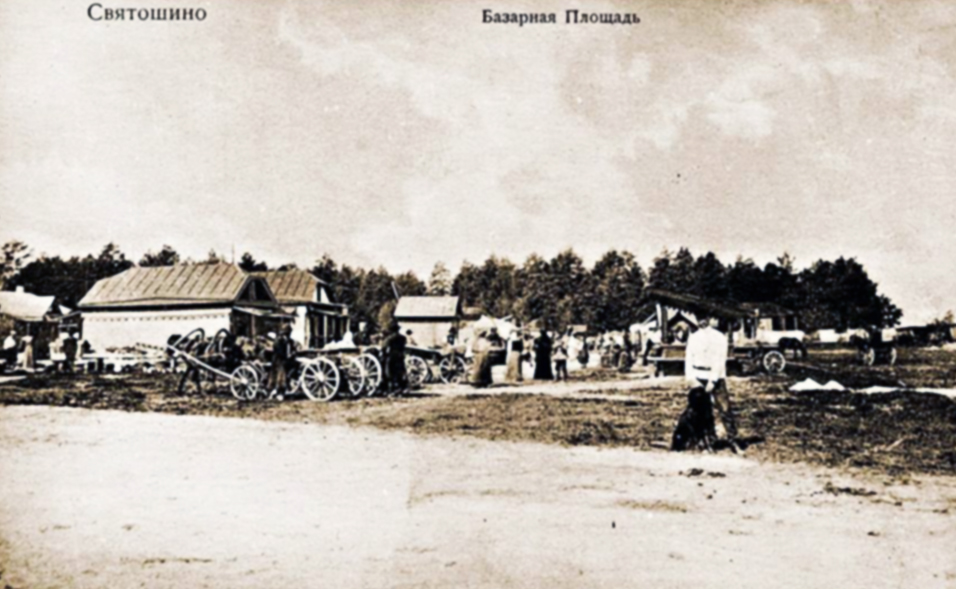
Базарний майдан
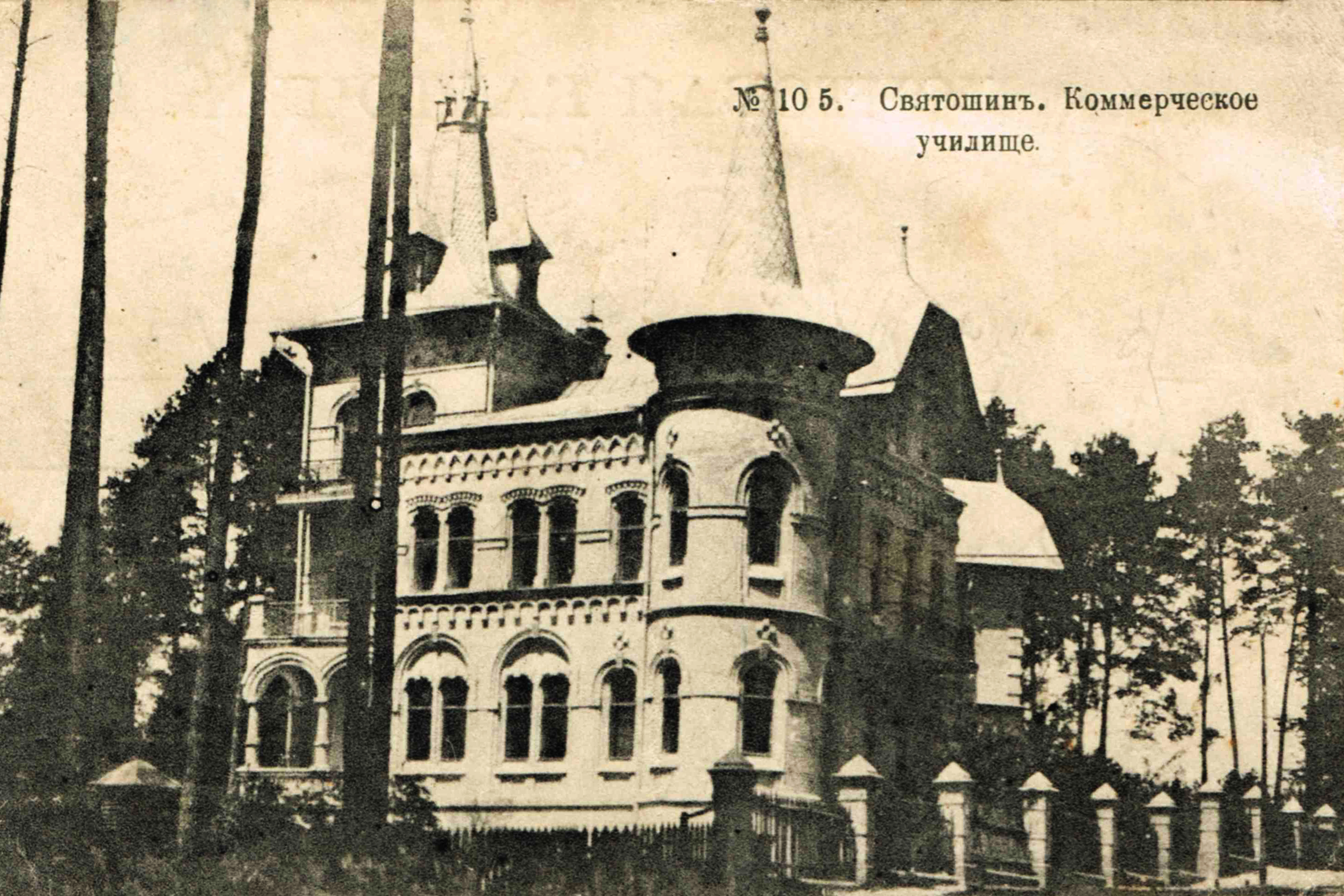
Святошинське комерційне училище
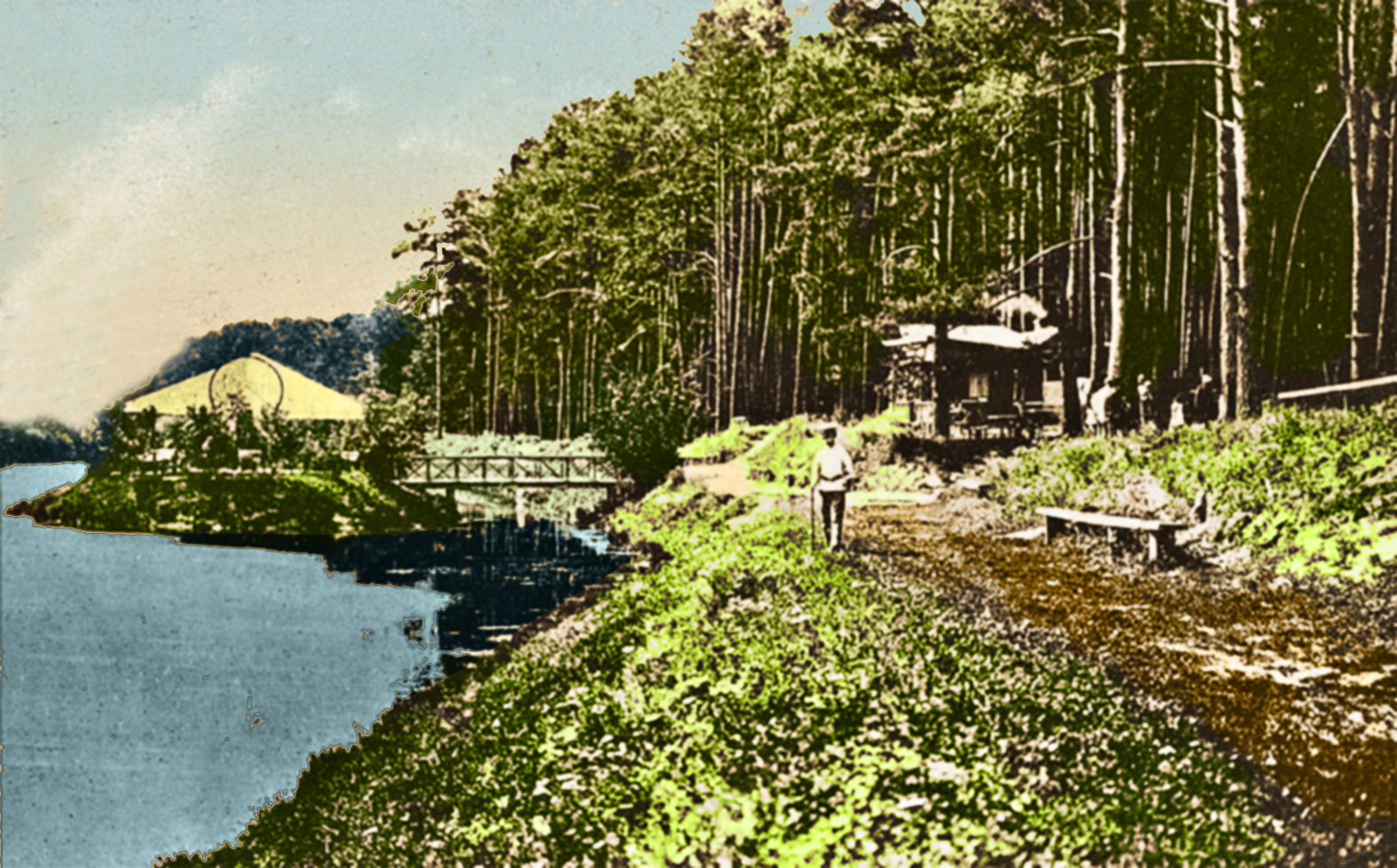
Зона відпочинку на Святошинському ставку
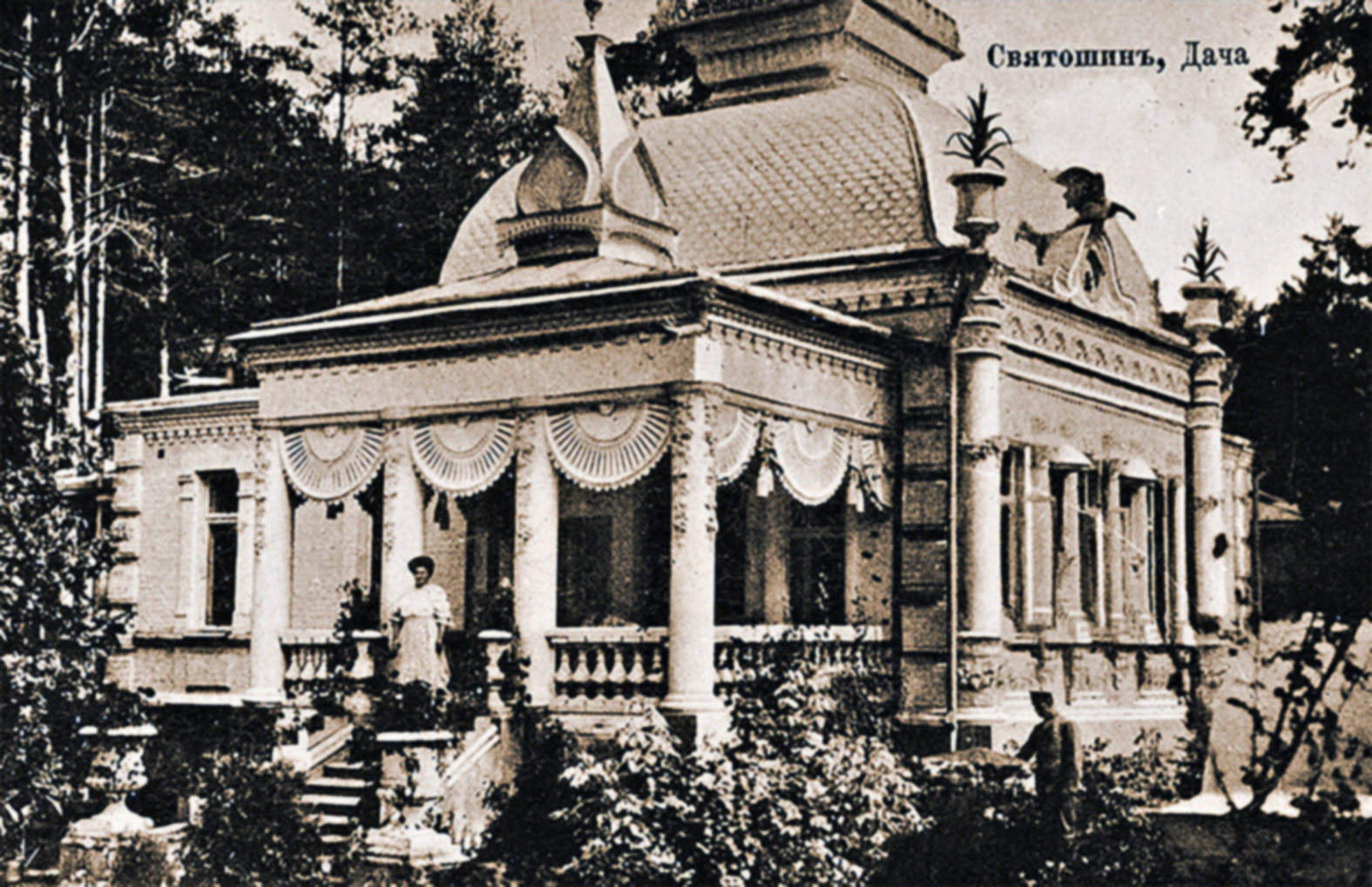
Святошинська дача (вул. Львівська, 80)

## Історичні споруди
Найкращими вважалися ділянки, розташовані уздовж Брест-Литовського шосе і квартали від Першої до Третьої просіки, відповідно від Східної вулиці (Петрицького) до Паркової (Кричевського).
Селище забудували малоповерховими дерев'яними і мурованими дачними будиночками та нечисленними громадськими спорудами.

### Зруйновані пам'ятки
- Миколаївська церква, збудована у 1907, зруйнована у 1930-ті роки (Берестейський проспект, 111)
- Дерев'яний будинок театру у громадському парку, 1902 року (вул. Паркова)
- Дерев'яна дача гласного міської думи Стефана Лесіша, знищена у 1990-х роках (проспект Перемоги, 119)[7]
- Садиба, межі ХІХ —ХХ сторіччя (Львівська вулиця, 15)[8]
- Двоповерховий будинок (Львівська вулиця, 62), в одній з квартир якого у 1965—1972 роках мешкав Василь Стус[9]

Святошинський храм святого Миколая
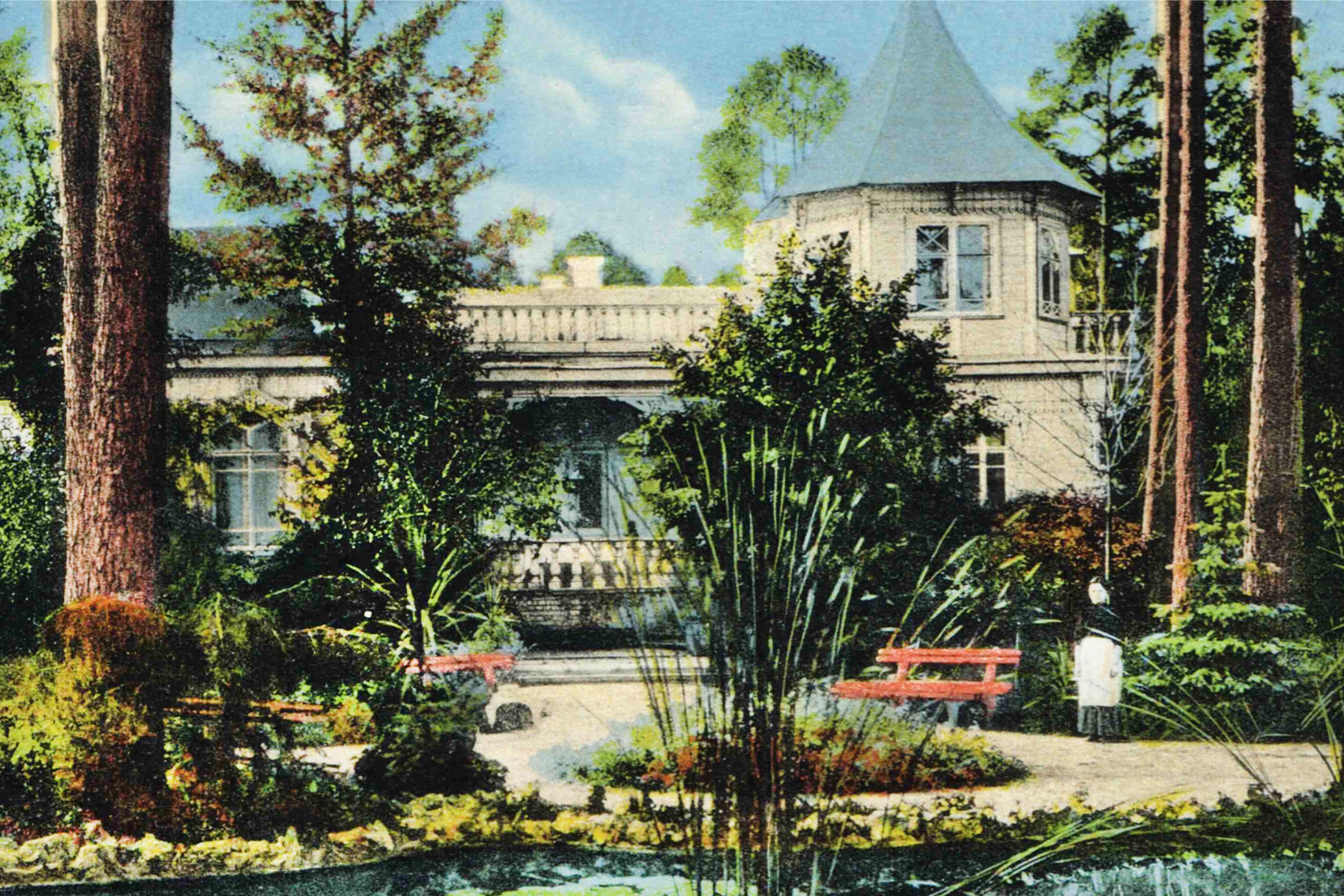
Дача Стефана Лесіша (зруйнована) (проспект Перемоги, 119)

### Збережені пам'ятки
- Дача з мезоніном у стилі історизму, межа ХІХ —ХХ сторіччя (проспект Перемоги, 130)[10]
- Залізнична станція у формі модернізованого цегляного стилю, 1901 (Святошинська вулиця, 15),
- Садиба Бахарєва І. К., межа ХІХ —ХХ сторіччя (Львівська вулиця, 3)[11]
- Дача з каріатидами у формах «київського ренесансу», 1905—1908 (Львівська вулиця, 18-а)[12]
- Дачний будинок початку ХХ сторіччя (Львівська вулиця, 34)[13]
- Дача Іполита Дьякова, 1905—1908 (Львівська вулиця, 80)[14][15]
- Будинок у формі модерну (вулиця Крамського, 10)[16].

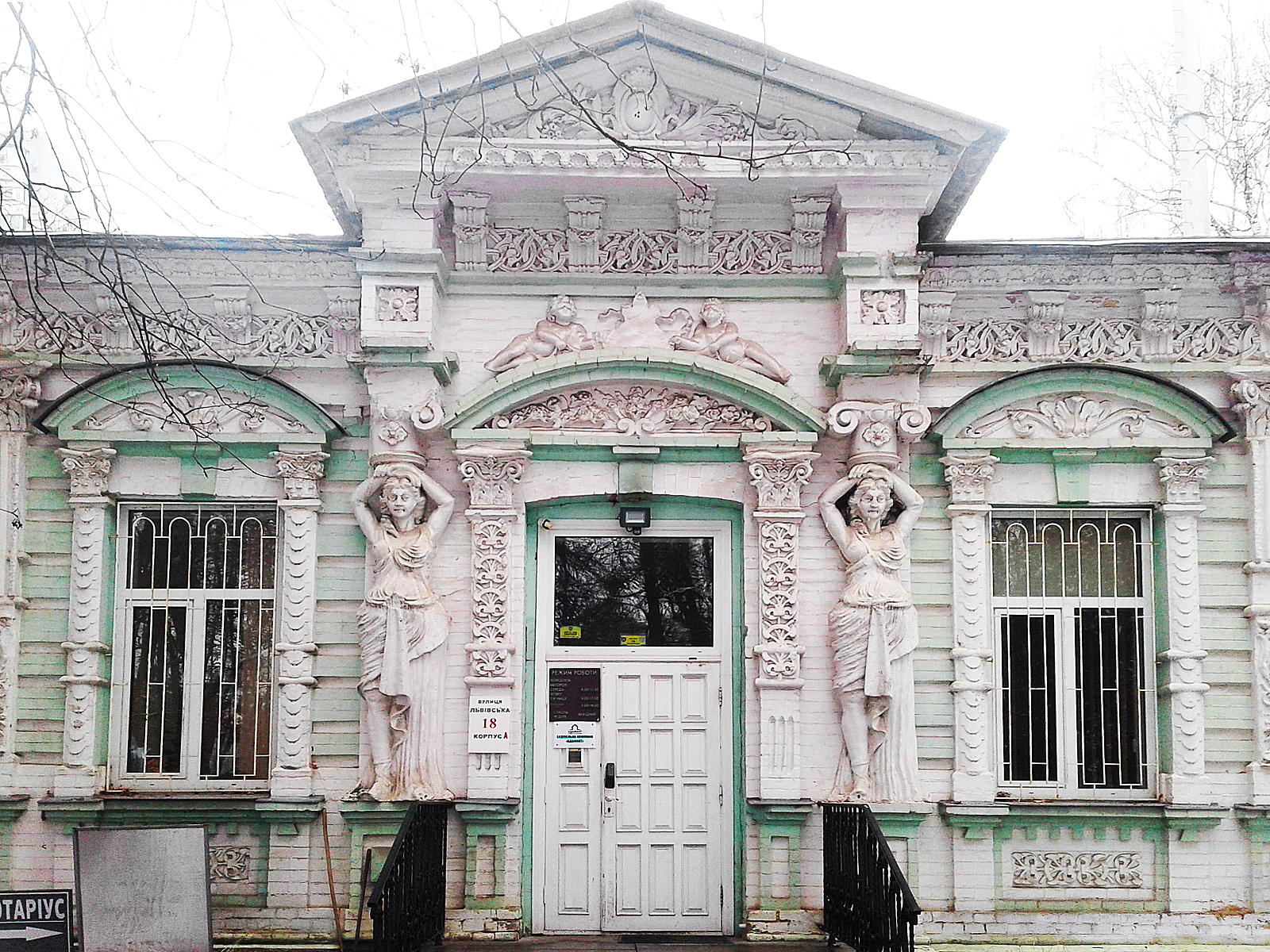
Дача з каріатидами, 1905—1908 (Львівська вулиця, 18-а)
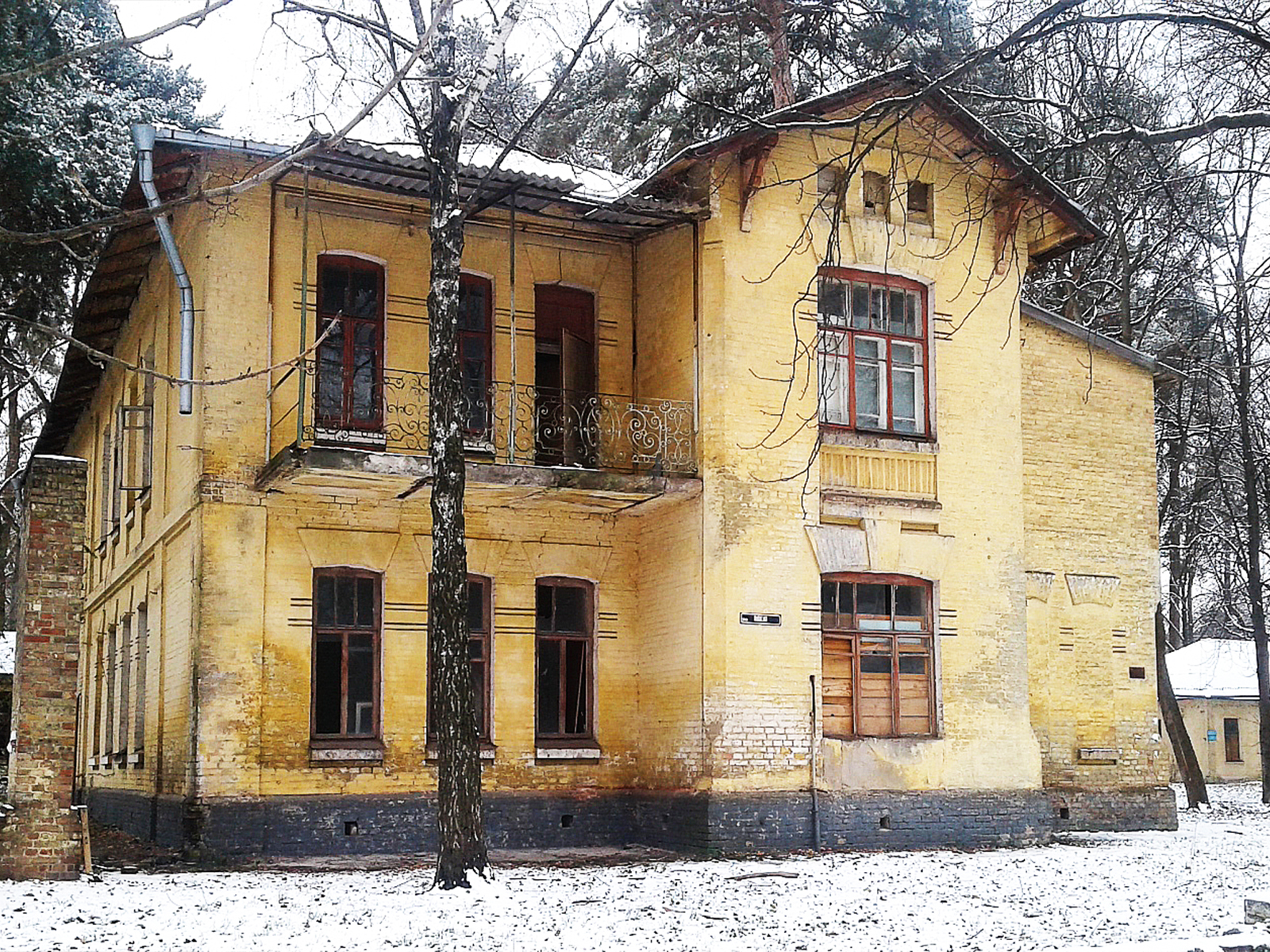
Садиба Бахарєва (Львівська, 3)
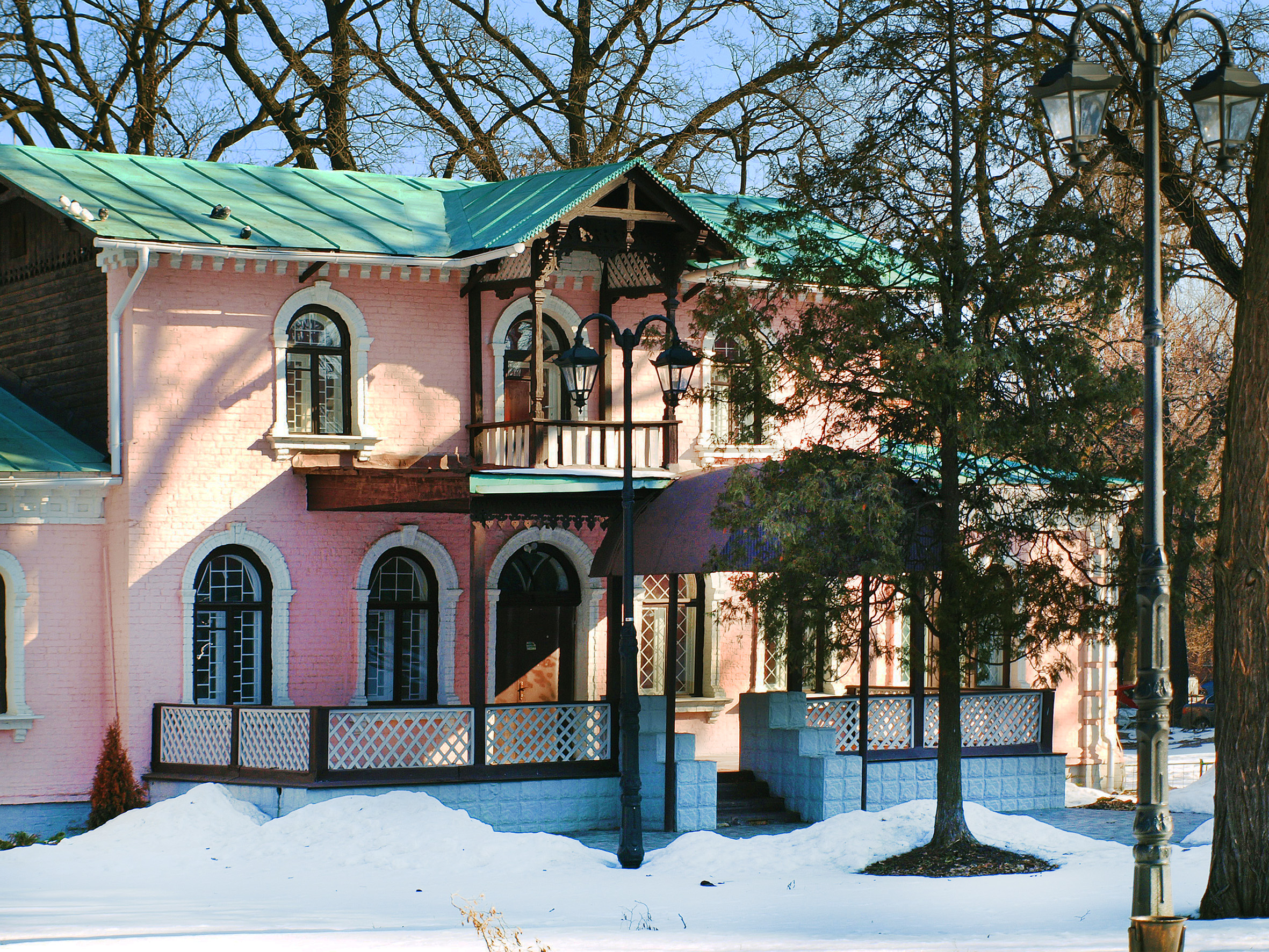
Дача з мезоніном (проспект Перемоги, 130)
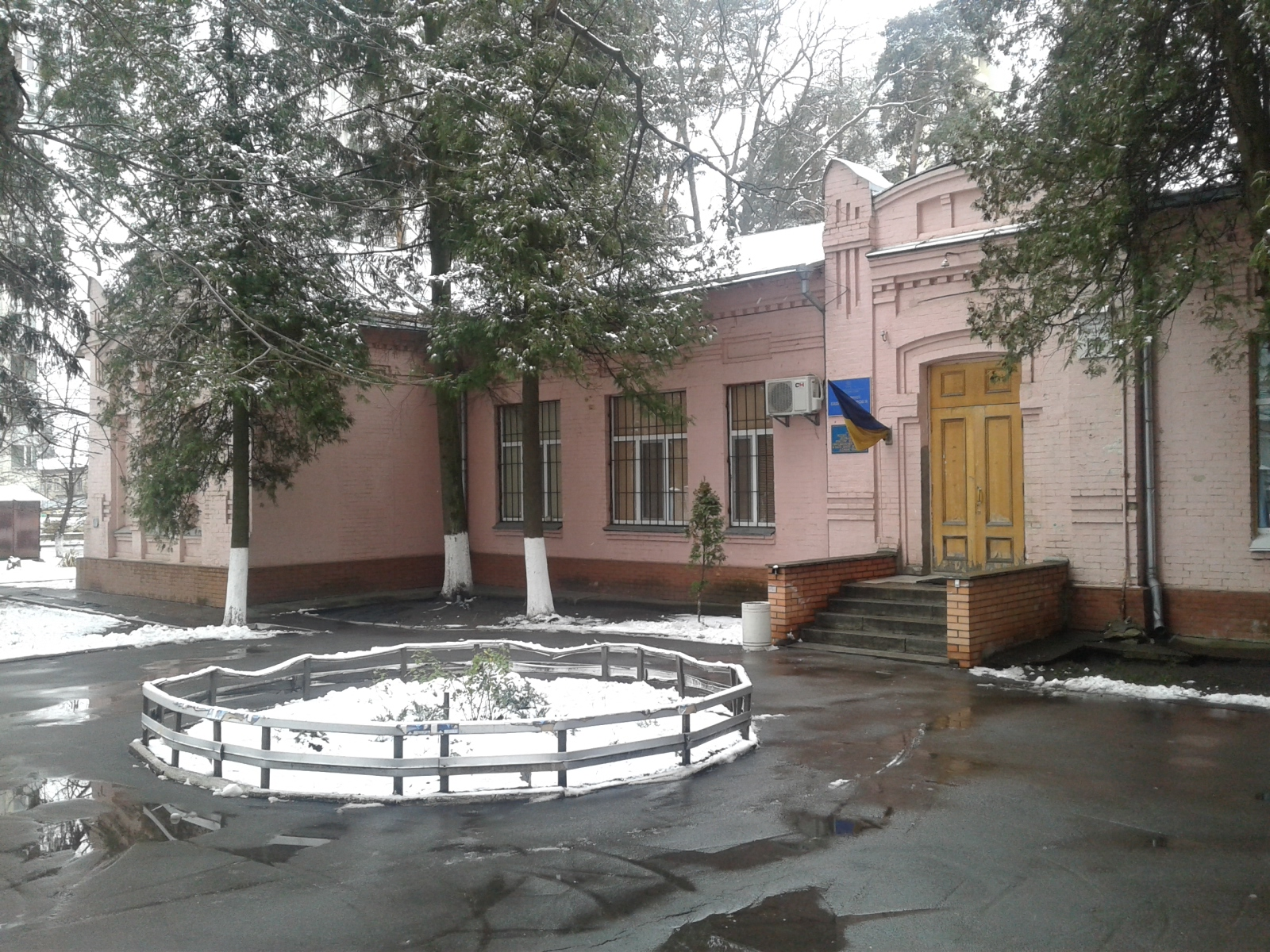
Будинок (вулиця Крамського, 10)

## Припинення існування дачного селища
1919 року Святошин включили до складу Києва. Більшовики націоналізували дачні і громадські будівлі. Найкращі споруди передали під оздоровниці, дитячі інтернати і табори відпочинку.
У 1930-х роках у селищі збудували кілька споруд громадського призначення у формах неокласицизму з елементами конструктивізму, які поставили на облік пам'яток архітектури та історії:
- Будинок громадського призначення, 1937—1938 (Верховинна вулиця, 13)[18]
- Адміністративний будинок, кінець 1930-х років (Львівська вулиця, 8/6)[19]
- Інтернат для іспанських дітей, перша половина 1930-х років (Львівська вулиця, 25)[20]
- Шкільний будинок у стилі неокласицизму (вулиця Ореста Васкула, 54)[21]

У 1962—1971 роках житлова забудова і магістралі із транспортною розв'язкою докорінно змінили характер колишнього дачного селища.

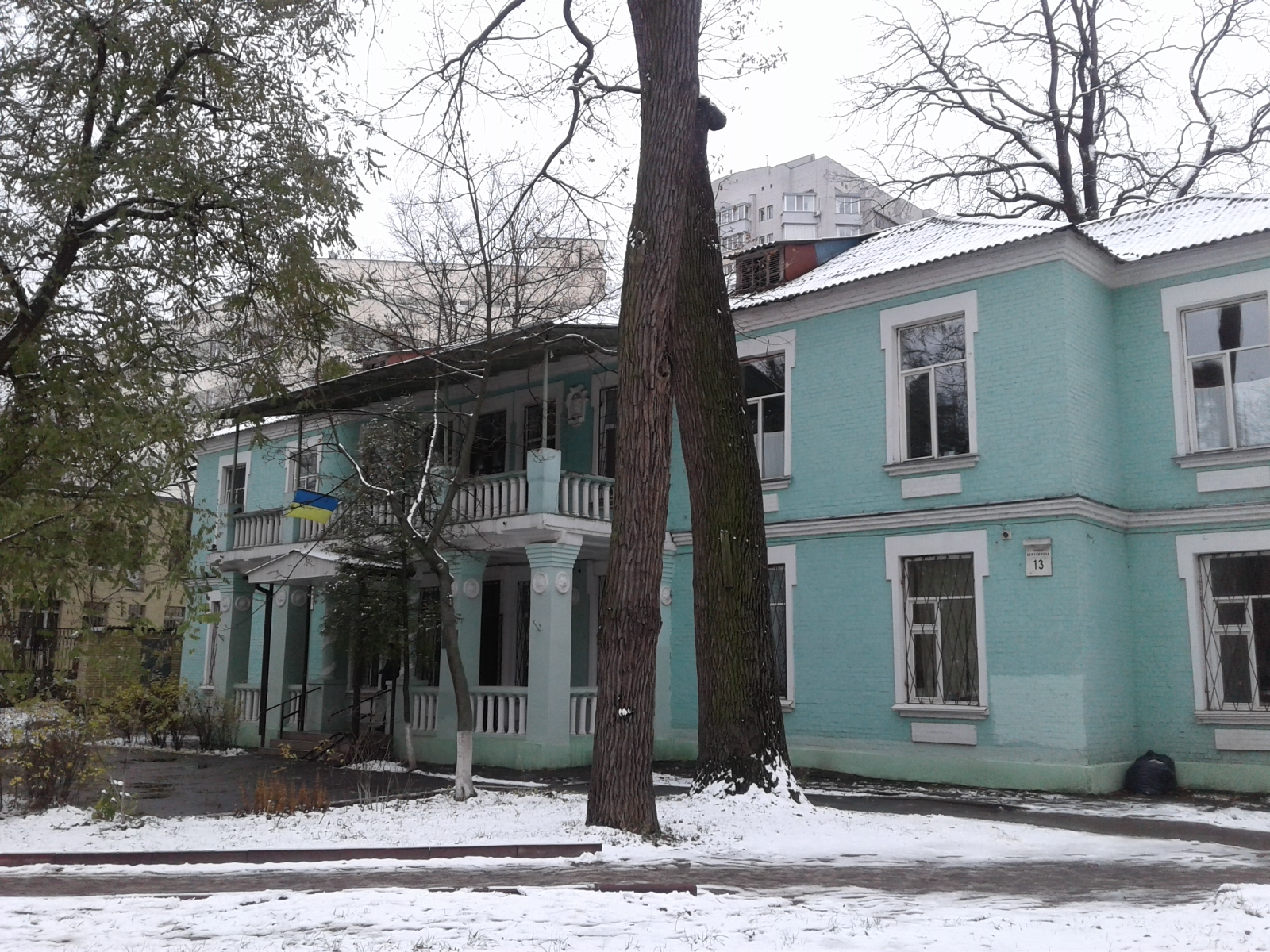
Будинок з елементами конструктивізму, 1937—1938 (Верховинна, 13)
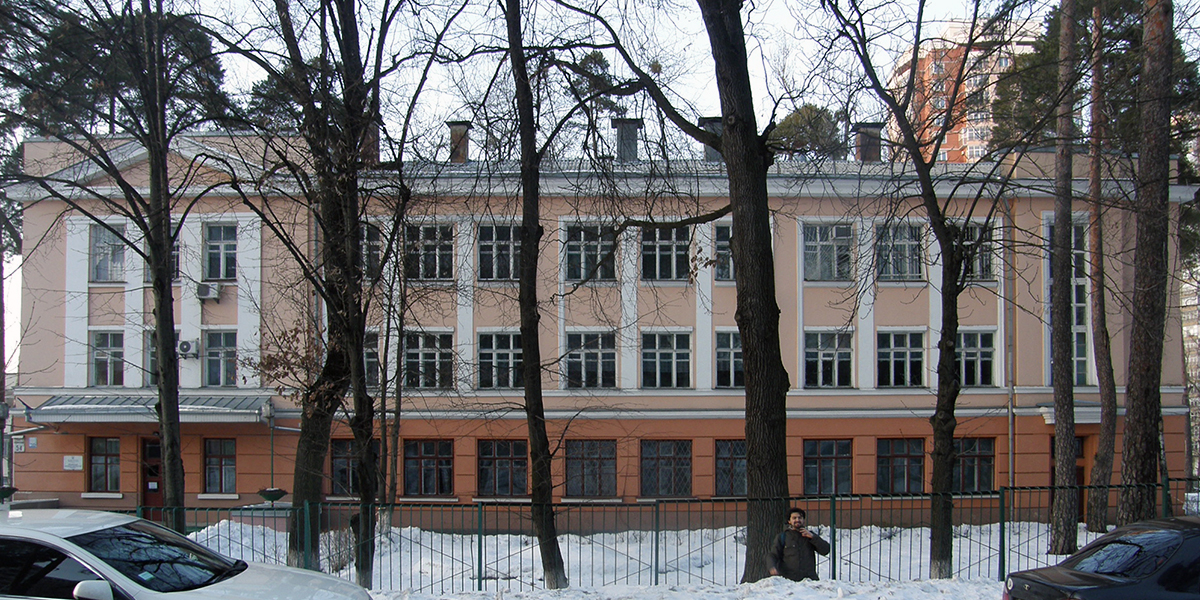
Шкільний будинок на вулиця Ореста Васкула, 54